# Earl McClung
Earl 'One Lung' McClung (Inchelium, 27 de abril de 1923 – Pueblo, 27 de Novembro de 2013) foi um sargento da Easy Company, integrante da 101ª Divisão Aerotransportada do Exército dos Estados Unidos, na Segunda Guerra Mundial. A compania ficou famosa devido a minisérie Band of Brothers, onde McClung foi interpretado por Rocky Marshall. História de vida de McClung também foi destaque no livro We Who Are Alive and Remain|We Who Are Alive and Remain: Untold Stories from Band of Brothers.

## Juventude
McClung nasceu na reserva indígena de Colville, Washington e foi enviado para a escola em Inchelium, Washington. McClung aprendeu a atirar quando era garoto e atirou em seu primeiro cervo quando tinha oito anos. Ele tornou-se um excelente atirador e essa habilidade seria útil durante a guerra junto a Easy Company.

## Serviço Militar
Em 15 de Fevereiro de 1943, McClung foi convocado para o Exército dos Estados Unidos e recebeu o treinamento básico em Fort Wolters, Texas. Ele se voluntariou como paraquedista e foi enviado para Fort Benning, Georgia para continuar o treinamento. McClung se juntou a Easy Company em Fort Bragg, Carolina do Norte, onde fez amizade instantaneamente com Darrel Powers.
McClung fez seu primeiro salto de combate na Normandia no Dia D. Ele pousou em uma praça de Ste. Mere Eglise e, junto com outros dois membros da Easy Company, James Alley e Paul Rogers, lutaram com a 82a. Divisão Paraquedista durante vários dias até conseguirem contato com a Easy Company para, mais tarde, lutarem em Carentan.
McClung também saltou na Holanda para a Operação Market Garden. A ponte sobre o Canal Wilhelmina foi explodida pelos alemães logo após McClung ter cruzado o canal. Ele se protegeu atrás de uma árvore bem a tempo de não ser morto pela explosão. McClung foi considerado um ótimo soldado em combate e um excelente atirador e também foi lembrado por 'farejar' alemães. Entretanto, ele se julgava o pior soldado da companhia.
McClung participou da Batalha do Bulge em Dezembro de 1944. Depois de Walter Gordon ser atingido por um franco-atirador, McClung e e o sargento Buck Taylor foram procurar o sniper. O alemão apontou sua metralhadora para McClung, mas falhou, caso contrário McClung certamente teria sido morto. Os dois foram capazes de matar o sniper.
Enquanto a Easy Company foi enviada para Haguenau, McClung foi selecionado para liderar a missão de patrulha que deveria cruzar o rio Oder e capturar prisioneiros alemães. McClung seguiu na Easy Company até o fim da guerra.
Ele retornou aos Estados Unidos em Dezembro de 1945. Em Fevereido de 1946, McClung se realistou por 18 meses. Ele conheceu sua esposa na Carolina do Norte e se casaram pouco antes de sua dispensa.

## Apelido
McClung ganhou seu apelido durante a luta em Ste. Mere Eglise. Por causa de suas habilidades de tiro, McClung foi repetidamente enviado para a cidade pelo oficial encarregado. Quando McClung estava dormindo depois de uma patrulha noturna, um segundo tenente perguntou quem estava com a metralhadora. James Alley e Paul Rogers estavam ao lado de McClung, indicando que ele estava com ela. McClung não estava feliz por ser o responsável pela metralhadora, e Rogers escreveu um poema de uma linha sobre o incidente, 'Quem pegou a arma do One-Lung McClung? E o apelido de 'One Lung' surgiu.

## Pós Guerra
McClung trabalhou em uma garagem de caminhões, e depois como carteiro por 17 anos. Em seguida, ele trabalhou para o departamento de polícia, e aposentou-se como guarda florestal em 1988.
No momento da sua morte, em 2013, Earl McClung estava morando em Pueblo West, Colorado, com sua esposa.

## Ligações Externas
- Earl McClung's shadow box